# コンパクト (レコードレーベル)
コンパクト（Kompakt）は、1998年にケルンで創設されたドイツのレコードレーベル。テクノの楽曲をリリースしている。
DJコズやスーパーピッチャー、創設者でもあるウォルフガング・ヴォイト（Gas）やマイケル・メイヤー等のリリースが多数あり、日本からはKAITOも作品を発表している。
派生レーベルとしてKompakt ExtraやKompakt Pop、K2があり、ディストリビュート・レーベルとしてDial、トラウム、Freude am Tanzen、Firm、Sender（ベルリン）、Areal、Boxer、Regular、Ostgut Ton（ベルリン）、Mule Musiq、Modern Love、Profan、Bedroom Community（アイスランド）などがある。
膨大なディストリビュート・レーベルの数からもわかる通り、ミニマル・テクノの総本山的レーベルであり、ディープ・ミニマルからエレクトロ・ポップ、アンビエントに至るまで、多岐にわたる良質なテクノをリリースしている。

## 主要アーティスト
- ウォルフガング・ヴォイト (Wolfgang Voigt)
- マイケル・メイヤー (Michel Mayer)
- ギ・ボラット (Gui Boratto)
- ザ・フィールド (The Field)
- DJコズ (DJ Koze)
- KAITO
- ケルシュ (Kölsch)
- レボレド (Rebolledo)
- ラインハルト・ヴォイト (Reinhard Voigt)
- スーパーピッチャー (Superpitcher)
- スカジー・ナイン (SCSI-9)
- アリ・ブリッカ (Aril Brikha)
- ガス・ガス (Gusgus)
- テラノヴァ (Terranova)
- マティアス・アグアーヨ (Matias Aguayo)

## 主なコンピレーションCD

### Total シリーズ
- Total 1 (1999年)
- Total 2 (2000年)
- Total 3 (2001年)
- Total 4 (2002年)
- Total 5 (2003年)
- Total 6 (2005年)
- Total 7 (2006年)
- Total 8 (2007年)
- Total 9 (2008年)
- Total 10 (2009年)
- Total 11 (2010年)
- Total 12 (2011年)
- Total 14 (2014年)
- Total 15 (2015年)
- Total 16 (2016年)
- Total 17 (2017年)
- Total 18 (2018年)
- Total 19 (2019年)
- Total 20 (2020年)
- Total 21 (2021年)
- Total 22 (2022年)
- Total 23 (2023年)

### Pop Ambient
- Pop Ambient 2001 (2001年)
- Pop Ambient 2002 (2001年)
- Pop Ambient 2003 (2002年)
- Pop Ambient 2004 (2003年)
- Pop Ambient 2005 (2004年)
- Pop Ambient 2006 (2005年)
- Pop Ambient 2007 (2006年)
- Pop Ambient 2008 (2007年)
- Pop Ambient 2009 (2009年)
- Pop Ambient 2010 (2010年)
- Pop Ambient 2011 (2011年)
- Pop Ambient 2012 (2012年)
- Pop Ambient 2013 (2013年)
- Pop Ambient 2014 (2014年)
- Pop Ambient 2015 (2014年)
- Pop Ambient 2016 (2015年)
- Pop Ambient 2017 (2016年)
- Pop Ambient 2018 (2017年)
- Pop Ambient 2019 (2018年)
- Pop Ambient 2020 (2019年)
- Pop Ambient 2021 (2020年)
- Pop Ambient 2022 (2021年)
- Pop Ambient 2023 (2022年)
- Pop Ambient 2024 (2023年)